# Guitar World
Guitar World — ежемесячный музыкальный журнал для гитаристов. Содержит интервью знаменитых гитаристов, обзоры музыкальных альбомов и оборудования, а также гитарные и басовые табулатуры (в каждом выпуске печатаются табулатуры пяти различных композиций). Выпускается 13 раз в год (каждый месяц и один праздничный номер).
Первый номер журнала вышел в июле 1980 года с Джонни Винтером на обложке. За свою историю Guitar World брал интервью у многих гитаристов, имеющих заметное влияние в рок-музыке, в том числе у Дэйва Мастейна, Алекса Лайфсона, Ричи Блэкмора, Джеффа Бека, Брайана Мэя, Джимми Пэйджа, Эрика Клэптона, Джо Сатриани, Стива Вая, Дэвида Гилмора, Тони Айомми, Нуну Беттанкура и Эдварда Ван Халена, который появлялся на обложке 16 раз и дважды на дочернем журнале Guitar Legends.
С января 2005 года некоторые выпуски журнала стали выходить вместе с CD, содержащим видеоуроки, демонстрации гитарного оборудования и прочим видео материалом собственного производства. Такие выпуски выросли в цене на три доллара ($7,99 вместо $4,99) и стали выпускаться в пластиковой упаковке, чтобы предотвратить кражу диска. Раньше на центральном развороте располагался плакат музыканта или группы, но затем Guitar World перестали их печатать (цена при этом осталась прежней).